# Theophylactus (Exarch)
Theophylactus war ein oströmischer Kammerdiener, Patricius und Exarch von Ravenna ca. 701/705.
Möglicherweise war Italien einige Jahre ohne Exarchen. Unter Kaiser Tiberios II. erscheint dann Theophylactus, von Sizilien her kommend, in Rom. Als die um Rom stationierten Truppen von seiner Ankunft erfuhren, erhoben sie sich gegen ihn, so dass Papst Johannes VI. die Tore der Stadt schließen ließ und Priester ausschickte, die die Aufständischen besänftigen sollten. Dass der Papst Theophylactus schützte, hatte er wohl teilweise dem Umstand zu verdanken, dass von Süden her Gisulf I. von Benevent anrückte, und es dem Papst nicht rätlich erscheinen mochte, völlig mit Byzanz zu brechen. Als gewisse böswillige Individuen Anschuldigungen gegen einige wohlhabende Einwohner Roms erhoben, deren Eigentum sie sich offenbar aneignen wollten, bestrafte Theophylactus die Ankläger.
Da der Amtssitz des Exarchen normalerweise Ravenna ist, der Liber Pontificalis aber ausdrücklich mitteilt, dass der Exarch von Sizilien her nach Rom gekommen sei, könnte es sich um den Amtsantritt des neu ernannten Exarchen gehandelt haben. In diesem Fall wäre eine genauere Datierung als 701–705 nicht möglich und der Besuch des Exarchen in Rom eher zufällig. Die Anwesenheit der gesamten italienischen Truppen spricht allerdings eher dafür, dass ein konkreter Anlass für eine solche Kräftekonzentration vorgelegen hat, wobei man an den Einfall des Gisulfs von Benevent in das römische Kampanien denken könnte. Der Aufstand gegen Theophylactus könnte, unabhängig hiervon, mit einem Parteienstreit in Rom erklärt werden, wobei die eine (unterlegene) Partei den Exarchen angerufen hatte.